# Huangshan Cup
Huangshan Cup (полное название — Huangshan Cup All-Star Snooker Game) — пригласительный снукерный турнир, проходивший только один раз — в 2008 году в Китае.
Идея турнира состояла в том, что четверо британских игроков из Топ-16 будут соревноваться против четырёх китайских, которые определяются после квалификационного раунда. Из всех приглашённых британцев фактически только Стивен Хендри принял участие в турнире. Тем не менее, в четвертьфинальной стадии Huangshan Cup всё же сыграли 4 снукериста из Топ-16 и несколько местных игроков. Победителем всего турнира стал Алистер Картер, который присоединился к участникам соревнования незадолго до его начала и в финале выиграл у Марко Фу из Гонконга со счётом 5:3.
Турнир проводился в перерыве между сезонами мэйн-тура и таким образом, не входил ни в один из них.

## Победители
| Год  | Победитель     | Финалист | Счёт |
| ---- | -------------- | -------- | ---- |
| 2008 | Алистер Картер | Марко Фу | 5:3  |